# Аня (співачка)
Аня Ніссен (англ. Anja Nissen) — австралійсько-данська співачка, авторка пісень, акторка і танцюристка. У 2014 виграла в австралійській версії The Voice. У 2016 брала участь в данському відборі Євробачення, сягнула другого місця з піснею «Never Alone». 2017-го перемогла з піснею Where I Am, у Києві за підсумками фінального голосування посіла 20 місце.

## Дискографія

### Альбоми
- 2014: Anja Nissen

### Сингли
- 2012: Don't Ask Me
- 2014: I'll Be There
- 2014: Irreplaceable
- 2014: Wild
- 2014: I Have Nothing
- 2014: I'm So Excited (feat. will.i.am та Cody Wise)
- 2015: Anyone Who Had a Heart
- 2015: Triumph
- 2016: Never Alone
- 2017: Where I Am